# Atget (Merkurkrater)
| Atget                                                            | Atget        |
| ---------------------------------------------------------------- | ------------ |
| Atget ist der dunkle Krater unten in der Mitte der Photographie. |              |
| Eigenschaften                                                    |              |
| Breite                                                           | 25,65°N      |
| Länge                                                            | 193,93°W     |
| Durchmesser                                                      | 100 km       |
| Tiefe                                                            | unbekannt    |
| Eponym                                                           | Eugène Atget |

Atget ist ein Einschlagkrater auf dem Planeten Merkur. Der Krater hat einen Durchmesser von hundert Kilometern und zeichnet sich auf Grund seiner dunklen Farbe deutlich von der Oberfläche des Planeten ab. Der Atget-Krater ist nach dem französischen Fotografen Eugène Atget (1857–1927) benannt. Er liegt innerhalb der Ebene der Hitze Caloris Planitia, nahe dem Krater Apollodorus und dem Pantheon-Graben (25,6° N/193,9° W). Die dunkle Tönung von Atget setzt ihn in Kontrast zu den anderen Kratern innerhalb der Ebene der Hitze, die generell einen hellen Kraterboden aufweisen wie zum Beispiel die Krater Kertész oder Sander. Andere Merkurkrater wie Basho und Neruda besitzen einen Hof aus dunklem Material, das aber nie den Kraterboden bedeckt.